# Bilan détaillé des pertes à Omaha Beach
Pour un article plus général, voir Omaha Beach.
Omaha Beach est la plage du débarquement de Normandie qui a provoqué le plus lourd bilan des pertes du Jour J (30 % du total des pertes du 6 juin), et partage avec Juno Beach, le taux de perte le plus fort. D'une manière générale, même si les chiffres sont impressionnants, ce bilan reste limité et doit être relativisé. À la plus grande surprise du commandement allié, les pertes atteignent juste 7 % des effectifs engagés sur cette plage dans la journée, alors qu'on pouvait s'attendre au double.
Un peu moins de la moitié des pertes sur cette plage concernent les deux divisions d'infanterie engagées, alors qu'une autre moitié concerne les unités diverses associées à l'opération, ce qui est souvent ignoré.
NOTA : Cet état des pertes est construit à partir des archives américaines compilées sous la forme présentée par J. Balkoski.
| RÉSUMÉ DES PERTES | Tués | Blessés | Disparus | Indéfinies | Total Pertes |
| ----------------- | ---- | ------- | -------- | ---------- | ------------ |
| TOTAL GÉNÉRAL     | 852  | 2 176   | 721      | 971        | 4 720        |

## 1redivisiond'infanterie américaine
La 1re division d'infanterie US a pris de plein fouet le choc du débarquement dans ses deux premières vagues. Les pertes les plus importantes sont enregistrées par le 16e régiment d'infanterie renforcé, dont les compagnies d'assaut de la première vague ont été décimées.
| 1re DI US                       | Tués | Blessés | Disparus | Total Pertes |
| ------------------------------- | ---- | ------- | -------- | ------------ |
| 16e Regimental Combat Team      | 86   | 528     | 357      | 971          |
| 18e Regimental Combat Team      | 12   | 147     | 45       | 204          |
| 1er bataillon du génie          | 4    | 27      | 6        | 37           |
| 1re section de police militaire | 1    | 22      | 0        | 23           |
| 7e bataillon d'artillerie       | 4    | 14      | 3        | 21           |
| PC de la division               | 0    | 2       | 0        | 2            |
| 32e bataillon d'artillerie      | -    | -       | -        | 28           |
| 1er bataillon médical           | -    | -       | -        | 40           |
| 26e Regimental Combat Team      | -    | -       | -        | 20           |
| Total                           | 107  | 740     | 411      | 1 346        |

## 29edivisiond'infanterie américaine
Le choc a été du même ordre pour la 29e division d'infanterie américaine. Avec toujours de très lourdes pertes sur les deux premières vagues constituées par le 116e régiment d'infanterie (80 % des pertes de la division le Jour J). Vingt-et-un jeunes de la même ville (Bedford, Virginie) sont tués sur le secteur Dog Green. Ils faisaient partie des compagnies A et B du 1er bataillon de ce régiment.
| 29e DI US                         | Tués | Blessés | Disparus | Total Pertes |
| --------------------------------- | ---- | ------- | -------- | ------------ |
| 116e Regimental Combat Team       | 247  | 576     | 184      | 1007         |
| 115e Regimental Combat Team       | 33   | 68      | 2        | 103          |
| 121e bataillon du génie           | 18   | 31      | 31       | 80           |
| 29e section de reconnaissance     | 3    | 0       | 0        | 3            |
| 111e bataillon d'artillerie       | 17   | 26      | 4        | 47           |
| PC de la division                 | 0    | 1       | 0        | 1            |
| 29e bataillon de police militaire | -    | -       | -        | 10           |
| 1er bataillon médical             | 2    | 8       | 10       | 20           |
| 175e Regimental Combat Team       | 1    | 0       | 0        | 1            |
| Total                             | 321  | 710     | 231      | 1 272        |

## Unités de la1rearméeaméricaine et duVecorps américain
Le plus lourd tribut de ces unités est porté par les troupes du génie qui ont été les premières débarquées sur cette plage. Leur rôle ayant été de dégager les obstacles des plages et de déminer, ces hommes ne pouvaient ni se défendre ni s'abriter correctement. Ce furent des cibles faciles.
Elles représentent à elles seules 60 % des pertes de cette catégorie.
| 1re armée US et Ve corps US          | Tués | Blessés | Disparus | Total Pertes |
| ------------------------------------ | ---- | ------- | -------- | ------------ |
| 2e et 5e bataillon de rangers        | 96   | 183     | 32       | 311          |
| 146e bataillon du génie              | 84   | 112     | 0        | 196          |
| 299e bataillon du génie              | 71   | 75      | 0        | 146          |
| 112e bataillon du génie              | 8    | 30      | 0        | 38           |
| 20e bataillon du génie               | 3    | 10      | 0        | 13           |
| 37e bataillon du génie               | -    | -       | -        | 82           |
| 336e bataillon du génie              | -    | -       | -        | 30           |
| 348e bataillon du génie              | -    | -       | -        | 21           |
| 149e bataillon du génie              | -    | -       | -        | 50           |
| 147e bataillon du génie              | -    | -       | -        | 45           |
| 397e bataillon de DCA                | 17   | 71      | 32       | 120          |
| 467e bataillon de DCA                | 8    | 31      | 0        | 39           |
| 197e bataillon de DCA                | 5    | 12      | 0        | 17           |
| 81e bataillon de mortiers            | 10   | 20      | -        | 30           |
| 741e bataillon de chars              | 45   | 60      | -        | 105          |
| 743e bataillon de chars              | -    | -       | -        | 70           |
| 745e bataillon de chars              | 1    | 0       | 0        | 1            |
| 61e bataillon de transmissions       | 1    | 3       | 0        | 4            |
| 5e et 6e brigades spéciales du génie | -    | -       | -        | 250          |
| Total                                | 349  | 607     | 64       | 1 568        |

## Unités navales américaines et britanniques
Ces pertes, qu'elles soient américaines ou britanniques, comptent pour 11 % du total.
| Unités US Navy et Royal Navy             | Tués | Blessés | Disparus | Total Pertes |
| ---------------------------------------- | ---- | ------- | -------- | ------------ |
| Unités de démolition                     | 24   | 32      | 15       | 71           |
| 6e bataillon naval de plages             | 22   | 77      | 0        | 99           |
| 7e bataillon naval de plages             | 19   | 10      | 0        | 29           |
| Équipages des Landing Craft              | -    | -       | -        | 280          |
| Équipages Landing Craft de la Royal Navy | -    | -       | -        | 30           |
| Unités navales de conduite des tirs      | -    | -       | -        | 15           |
| Total                                    | 65   | 119     | 15       | 524          |

## Armée de l'air américaine
Pertes aériennes faibles en regard du nombre de missions aériennes du Jour J (plusieurs milliers).
Toutefois, les pertes des unités de transport aérien des parachutistes ne sont pas comptabilisées car indisponibles.
| US Air Force                | Tués | Blessés | Disparus | Total Pertes |
| --------------------------- | ---- | ------- | -------- | ------------ |
| 2e division de bombardement | 10   | -       | -        | 10           |